# Escultismo en España
El inicio oficial del escultismo en España se sitúa en 1912 con la aprobación el 30 de julio de los estatutos y reglamentos de la Asociación de Exploradores de España. Normalmente tienen pañuelos de colores para diferenciarlos de zona y camisas para definir sus rangos que Para el más inferior usan el amarillo (Manadas), para el siguiente el azul (Rangers), para el penúltimo el rojo (Pioneros) y al último verde (Rutas).

## Historia

### Reinado constitucional de Alfonso XIII y Dictadura de Primo de Rivera
Los promotores de la primera iniciativa del escultismo en España fueron el capitán de caballería Teodoro Iradier y Herrero y el periodista Arturo Cuyás Armengol. Tras la aprobación de los estatutos de los Exploradores de España el 30 de julio de 1912, se constituye el 11 de agosto la primera tropa de los exploradores de España en Vitoria. En Barcelona, Pedro Roselló Axet había fundado el año anterior los Exploradores Barceloneses.
Durante la Dictadura de Primo de Rivera una comisión presidida por el general Agustín de Luque y Coca presentó un proyecto de «Bases para el desarrollo en España de la Educación ciudadana, física y premilitar» que propuso que los Exploradores de España intervinieran en la educación física. El proyecto se concretó en enero de 1929 con la creación del Servicio Nacional de Educación Física, Ciudadana y Premilitar, al mando del general José Villalba Riquelme.

### Dictadura del general Franco y transición democrática
Después de la guerra civil española, y de la suspensión de actividades del escultismo (1940) sobreviene un paulatino proceso de reimplantación del movimiento scout español, que se realiza de manera desigual y descoordinada. Así, por un lado, algunos antiguos miembros de "Exploradores de España" dan lugar, a partir de finales de los 50, a "Scouts de España - Exploradores de España". En otras zonas, especialmente en el País Vasco y Cataluña, será la Iglesia la que asumirá la tarea de continuación del escultismo original introduciendo un escultismo confesional de nuevo cuño a partir de las DDE (Delegaciones Diocesanas de Escultismo). En Cataluña, de forma paralela al escultismo diocesano y con gran éxito, la Diócesis de Barcelona crea el Servei de Colònies (1965), que evolucionará posteriormente hacia los Clubs d'esplai, configurando la otra gran opción del movimiento de educación en el tiempo libre en Cataluña junto con el escultismo católico (Minyons Escoltes - Guies Sant Jordi) y el laico (Escoltes Catalans).[cita requerida]
En 1978 la Organización Mundial del Movimiento Scout (OMMS) reconoció a la Federación de Escultismo en España (FEE) como la entidad representante del escultismo español. La FEE está formada por:
- Federación de Asociaciones de Scouts de España (ASDE)
- Movimiento Scout Católico (MSC)
- Asociación Catalana de Escultismo (Associació Catalana d' Escoltisme, ACDE) que, posteriormente, se constituiría como Federación Catalana de Escultismo y Guidismo (Federació Catalana d'Escoltisme i Guiatge, FCEG)

La Federació Catalana d'Escoltisme i Guiatge, formada por Minyons Escoltes i Guies Sant Jordi, Escoltes Catalans y posteriormente Acció Escolta, anteriormente miembro de pleno derecho de la FEE, pasó en 2004 a tener estatuto de observador o entidad asociada, situación que se mantuvo hasta julio de 2021.[cita requerida]

## Otras federaciones o asociaciones en España
- Federación Española de Guidismo, miembro de la World Association of Girl Guides and Girl Scout (WAGGGS).
- The Scouts Association, 1st Fuengirola y 1st Murcia Sur (forman parte de la organización británica de Scouts).
- Boys Scouts of America (BSA) Transatlantic Council, con sedes en Madrid y en Rota (Cádiz).

Las siguientes asociaciones no pertenecen a la Organización Mundial del Movimiento Scout. Hay también grupos con identidad jurídica propia que funcionan como asociación sin vínculos con terceros. Las siguientes forman parte de otras federaciones mundiales o son independientes y emplean el nombre Scouts en su denominación:
- Asociación de Scouts Independientes de Madrid (ASIM), fundada en 2006 y miembro de la World Federation of Independent Scouts (WFIS).
- Asociació Catalana de Scouts, fundada en 2003 y miembro asimismo de la World Federation of Independent Scouts (WFIS)
- Guías y Scouts de Europa, movimiento católico fundado en 1956 y presente en España desde 1978. Miembro de la Unión Internacional de Guías y Scouts de Europa.
- Asociación de Scouts Evangelistas (ASE).
- Centre Marista d'Escoltes, de Cataluña.
- Centro Marista de Scouts (CMS), de Valencia.
- Federación Scout Regional de Madrid (FSRM), fundada en 1993.
- Asociación Scout Independiente de Castilla-La Mancha (ASICLM), fundada en 2014.
- Federación Scout de la Comunidad Valenciana. Miembro de la World Federation of Independent Scouts (WFIS).
- Scouts Independientes del Principado de Asturias (SIPA). Miembro de la World Federation of Independent Scouts (WFIS).
- Asociación Scout Internacional (ASI).
- Scouts Musulmanes de España (SME).
- Scouts Independientes de España (SIE).

## Los adultos
Los adultos pueden vivir su experiencia scout bajo dos opciones independientes pero que se pueden simultanear: 
1. Adultos en el escultismo. El escultismo requiere el apoyo de los adultos y este apoyo puede ser de diferentes maneras en la educación, en la organización o en cualquiera otra que sean requeridos en cumplimiento de las directrices establecidas en el documento sobre políticas para adultos "Adults in Scouting".
2. Los Scouts y Guías Adultos. Desde 1953, el Movimiento Scout cuenta con una plataforma de scouts y guías adultos, la International Scouts and Guide Fellowship (ISGF-AISG), organización independiente que mantiene una estrecha relación de colaboración a través de acuerdos firmados con la Organización Mundial del Movimiento Scout (OMMS) y la Asociación Mundial de las Muchachas Guías y las Guías Scouts (WAGGGS).
Estos adultos son scouts y guías que terminaron su etapa juvenil de desarrollo, o adultos que no tuvieron ocasión de conocer el escultismo y el guidismo en su juventud pero decidieron posteriormente incorporar los valores y principios del escultismo a su vida cotidiana. Los scouts y guías adultos se organizan en asociaciones nacionales y locales cuya representación en España la obtienen a través de la federación de asociaciones denominada "Amistad Internacional Scout y Guía (AISG-España)", que se encuentra reconocida a nivel mundial por la anteriormente citada ISGF - AISG. Los scouts y guías adultos se organizan en unidades menores de trabajo llamadas Guildas, terminología derivada de la palabra anglosajona "Guild" –gremio–. Estas guildas son unidades operativas transversales que sirven de marco organizativo a las actividades de servicio y de hermanamiento permitiendo poner en práctica una experiencia propia para los adultos bajo los mismos valores y principios del escultismo. 
La International Scouts and Guide Fellowship ISGF-AISG goza de estatus consultivo ante el Comité Mundial de la OMMS (Organización Mundial del Movimiento Scout).[cita requerida]
Los objetivos de la ISGF-AISG son:
1. Mantener vivo el espíritu de la Promesa y la Ley establecida por Baden-Powell, fundador de los Movimientos de Scouts y Guías.
2. Llevar ese espíritu a las comunidades en las que sus miembros viven y trabajan.
3. Apoyar activamente a los Scouts y Guías en sus comunidades locales, en sus países y en todo el mundo.